# Tortuga d'esperons africana
La tortuga d'esperons africana (Centrochelys sulcata) és una espècie de tortuga que habitava bona part del territori del nord africà, en la vora sud del desert del Sàhara, en el Sahel africà, i que gairebé només sobreviu dins de parcs nacionals i reserves de fauna. Està en vies d'extinció a causa del procés d'urbanització del seu hàbitat, la desertització, l'agricultura, les pastures, així com per l'ús de la seva carn en l'alimentació local i per la medicina tradicional. Per la seva grandària és la tercera major tortuga terrestre, i la major de les continentals (no originàries d'arxipèlags).

## Taxonomia i etimologia
El nom genèric resulta d'una combinació dels termes grecs: Geo (γαια) que significa "terra" i Chelon (Χελωνη) que significa "tortuga". El nom específic "sulcata" deriva del mot llatí sulcus, que significa "solc, arruga", fent referència als solcs que apareixen a les escates de la closca de la tortuga.

## Distribució i hàbitat

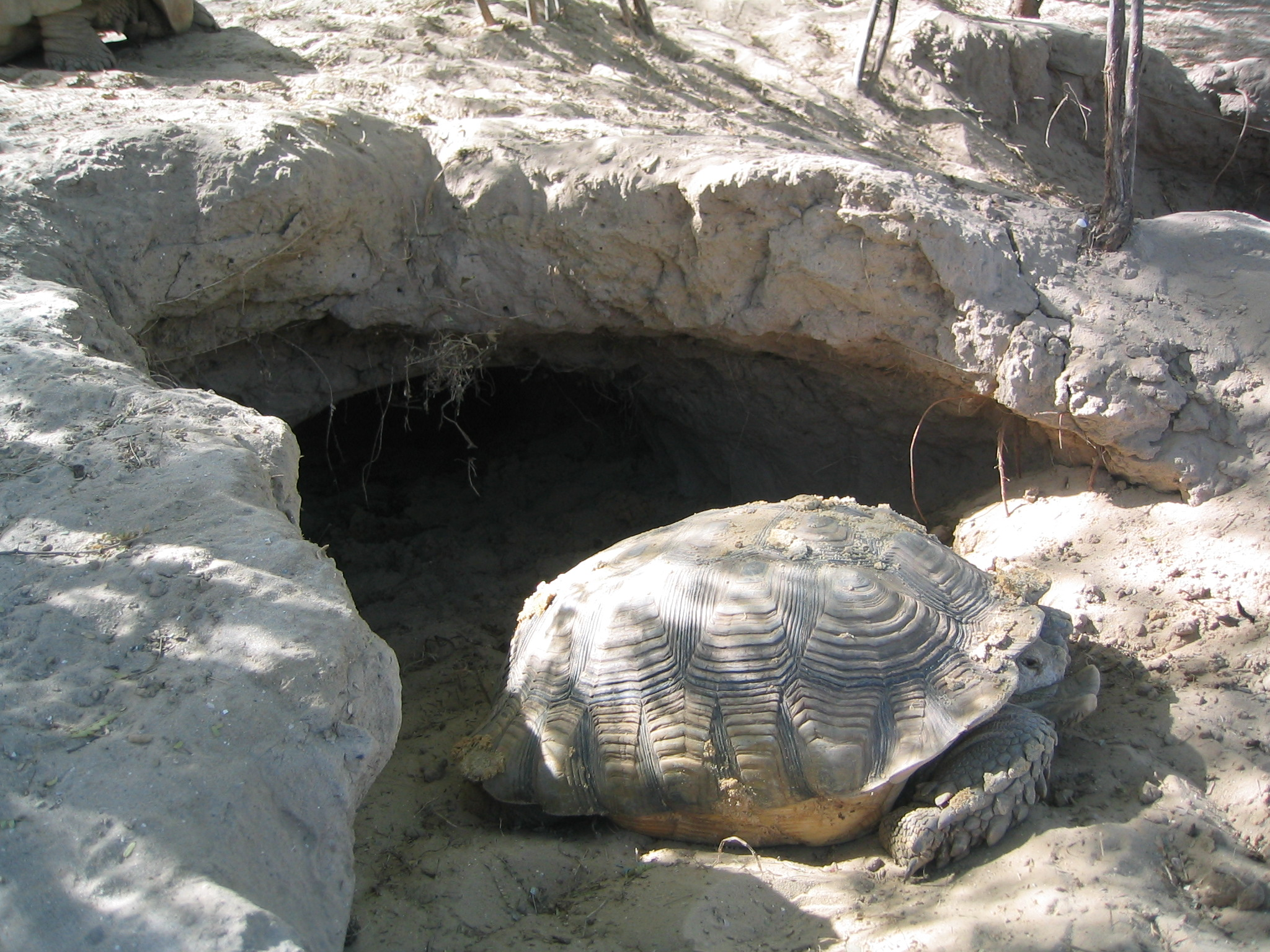
G. sulcata sortint del seu refugi.

Geochelone sulcata és una espècie afrotropical del Sahel africà, es distribueix per Etiòpia, Mali, el Txad, Mauritània, Nigèria, Senegal i Sudan. Viu a les sabanes, els boscos d'acàcies, i en zones àrides i seques. La temperatura del seu medi ambient és constant i és de prop de 30-31 °C a les àrees més calentes i 22 °C a les zones més fredes. Les baixes temperatures i l'alta humitat poden causar malalties respiratòries. El seu metabolisme està molt adaptat a la conservació d'aigua, que obté principalment de la vegetació. Durant les hores més càlides excava caus per defensar-se de la calor.

## Morfologia
Geochelone sulcata és la major tortuga nativa del continent africà. Després de les tortugues gegants de les Galápagos (Geochelone nigra) i de les Seychelles (Geochelone gigantea) és la tortuga més gran del món. Té una closca de fins a 85 cm de llarg i pot pesar fins a 100 kg en els mascles. Té un bec robust frontal amb el que és capaç de fer caure els obstacles, fins i tot d'una certa mida. El espaldar és de color marró clar que enfosqueix en els marges de les plaques. La pell és de color marró clar i les potes estan protegides per fortes escates molt pronunciades. La tortuga d'esperons africana deu el seu nom per tenir dos grans esperons a la cara posterior de la regió femoral.

## Dimorfisme sexual
La diferenciació de mascles i femelles (dimorfisme sexual) es fa per la via dels caràcters sexuals secundaris. Els mascles són més grossos que les femelles, tenen el plastró més còncau i la cua és més gran, llarga, robusta i gruixuda a la base. A més en els mascles les plaques annals del plastró formen un angle més ampli. El plastró de les femelles i dels exemplars joves i subadults és pla.

## Reproducció

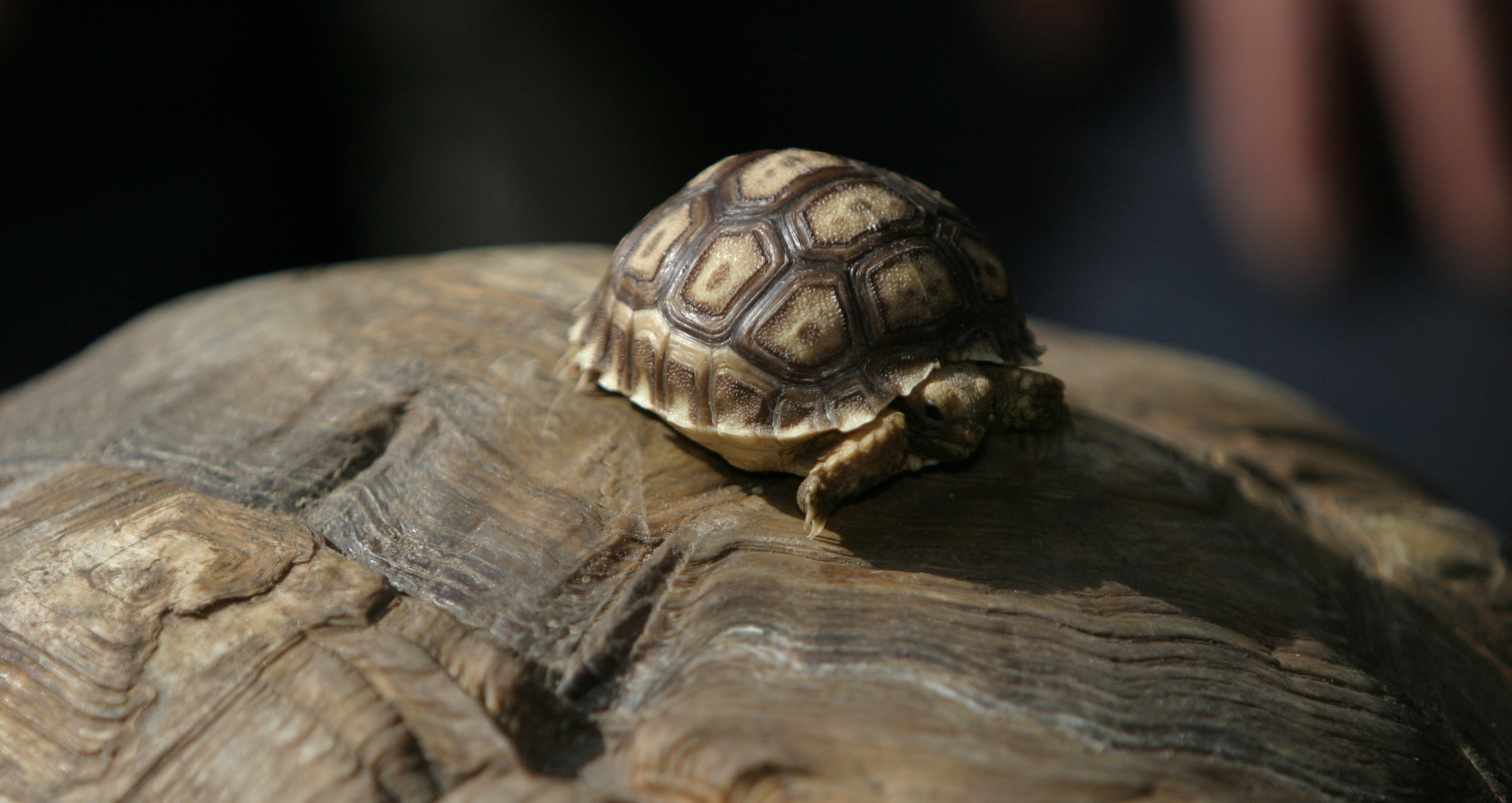
Cria de G. sulcata.

Geochelone sulcata arriba a la maduresa sexual quan la seva closca mesura aproximadament 35-40 cm de diàmetre. Aquestes tortugues són especialment agressives durant l'època de reproducció. L'aparellament és preferiblement després de la temporada de pluges. Els mascles xoquen entre si i les baralles sovint acaben amb ferides sagnants. El mascle persegueix a la femella amb cops a la seva closca fins que aconsegueix fer la còpula, i emet un fort so que es pot sentir a molta distància. Algun temps després de l'aparellament, la femella es torna cada vegada més inquieta fins a la tardor, quan comença a cavar un forat en un terreny suau d'uns 60 cm de diàmetre i 10-15 cm de profunditat per a dipositar els seus ous, que triguen al voltant de 80 a 180 dies a descloure's. Aquesta activitat pot durar fins a 5 hores. Per garantir la humitat adequada dels ous (50%), abans d'iniciar la deposició, orina en el niu.
La reproducció en captivitat és relativament fàcil. Cal proporcionar a la femella un lloc adequat on fer la posta, amb un substrat tou com la sorra, de diversos centímetres de profunditat.
Pot efectuar fins a sis postes per any, amb una mitjana de quinze ous per posta. Els ous són de closca blanca, esfèrica amb una fràgil coberta. Els ous es poden incubar a 28-30 °C i necessiten entre 85 i 170 dies per a descloure's. En néixer les cries tenen una closca de 4.6 cm de llarg, pesen uns 25 grams i són de color groc-marró.

## Alimentació
Geochelone sulcata és una espècie exclusivament herbívora adaptada en ambients àrids. Necessita una dieta amb un elevat contingut en fibra i amb alts nivells de calci, a base d'herbes del camp, com dent de lleó, plantatge, trèvols i alfals, però sobretot també les plantes espinoses d'herbes seques. La seva dieta és principalment fenc, unes poques verdures fresques, herbes, amanida mixta de camp, xicoira, l'endívia, alfals, flors d'hibisc, trèvol, tomàquets, cabdell, bròquil remolatxa, canonges, créixens, i tubercles en general. Les pales de figuera de moro i les figues de moro són ideals perquè contenen fibra i calci. La proteïna animal és nociva. La fruita no ha de donar-se per contenir massa sucre i poc calci, i li pot produir trastorns digestius greus, diarrea i multiplicació de paràsits interns. La manca de fibra dona lloc a problemes com la diarrea i la deshidratació, pèrdua de pes, col·lapse de l'intestí, una major susceptibilitat als paràsits intestinals i flagelats.
També serà recomanable que se'ls afegeixi calci a la seva aliment, per enfortir els seus ossos i la seva closca. S'haurà també tenir en compte que necessiten tenir a mà un bol amb aigua fresca. No ha de tenir més de 5 o 10 cm de profunditat, i l'aigua serà renovada cada dia.
Altes dosis de proteïnes o de fòsfor juntament amb una minsa ingestió de calci provoquen deformacions permanents de la espaldar i danys en els òrgans. Un símptoma evident de mala alimentació és un espaldar amb les escates punxegudes i estriades a les sutures, un fenomen conegut com a piramidalització. En canvi, un espaldar llis i de forma ovalada indica una alimentació correcta.

## Etologia
Tenint en compte la seva gran mida, necessita molt d'espai. És activa al matí ia la tarda, quan fa massa calor es refugia en caus o en coves. Són animals solitaris i territorials que conviuen amb altres espècies, els mascles sovint no accepten ni tan sols la femella fora del període d'aparellament. És una espècie molt forta i resistent que passa la major part del seu temps, exposant-se a la llum solar, molt saludable per a les seves funcions metabòliques. Aquesta espècie no hiverna, ja que el seu clima és càlid durant tot l'any.

## Manteniment en captivitat
La reproducció i cria en captivitat de Geochelone sulcata és relativament fàcil. És una espècie forta i fàcil de criar, necessita grans quantitats d'aliments i un gran espai. A les nostres latituds, en els mesos més càlids, es pot mantenir a l'aire lliure en amplis recintes resistents, en general resisteix molt bé i sense problemes d'abril a octubre. En els mesos més freds necessita amplis recintes interiors amb calefacció. Necessita molta llum directa i calor constant, no tolera el fred ni la humitat 
Necessita una ingesta adequada de calci que absorbeix en grans quantitats a causa del ràpid creixement i els raigs UVB per prevenir l'aparició d'osteodistròfia fibrosa. La font de UVB és necessari per a la transformació de la vitamina D2 i la vitamina D3 i per al metabolisme del calci. Al terrari cal disposar d'aigua perquè pugui beure i banyar-se, l'aigua es pot inserir 2-3 vegades a la setmana per evitar que el contingut d'humitat sigui massa alt. Al terrari cal disposar diverses llums UVB i llànties escalfadores, per crear una temperatura que vagi dels 22 °C de la zona més freda als 31 °C del punt càlid.

## Conservació
Geochelone sulcata està molt afectada per la destrucció del seu hàbitat per la desertització i per l'expansió de l'agricultura i la ramaderia. També és víctima de la caça, ja que és usada com a aliment en molts pobles africans. Actualment s'ha extingit de la major part de la seva antiga àrea de distribució, i només sobreviuen petites poblacions aïllades en parcs nacionals i en reserves de fauna. Actualment té un centre de cria en captivitat, el SOPTOM del Senegal, i hi ha un programa de reintroducció. Legalment està protegida per la Convenció sobre el Comerç Internacional d'Espècies en Perill de Washington i en el CITES en l'annex II Apèndix B.